# Röd axmalva
Röd axmalva (Sidalcea malviflora) är en malvaväxtart som först beskrevs av Dc., och fick sitt nu gällande namn av Samuel Frederick Gray och George Bentham. Enligt Catalogue of Life ingår Röd axmalva i släktet axmalvor och familjen malvaväxter, men enligt Dyntaxa är tillhörigheten istället släktet axmalvor och familjen malvaväxter. Arten förekommer tillfälligt i Sverige, men reproducerar sig inte.

## Underarter
Arten delas in i följande underarter:
- S. m. californica
- S. m. dolosa
- S. m. elegans
- S. m. laciniata
- S. m. malviflora
- S. m. patula
- S. m. purpurea
- S. m. rostrata
- S. m. sancta

## Bildgalleri

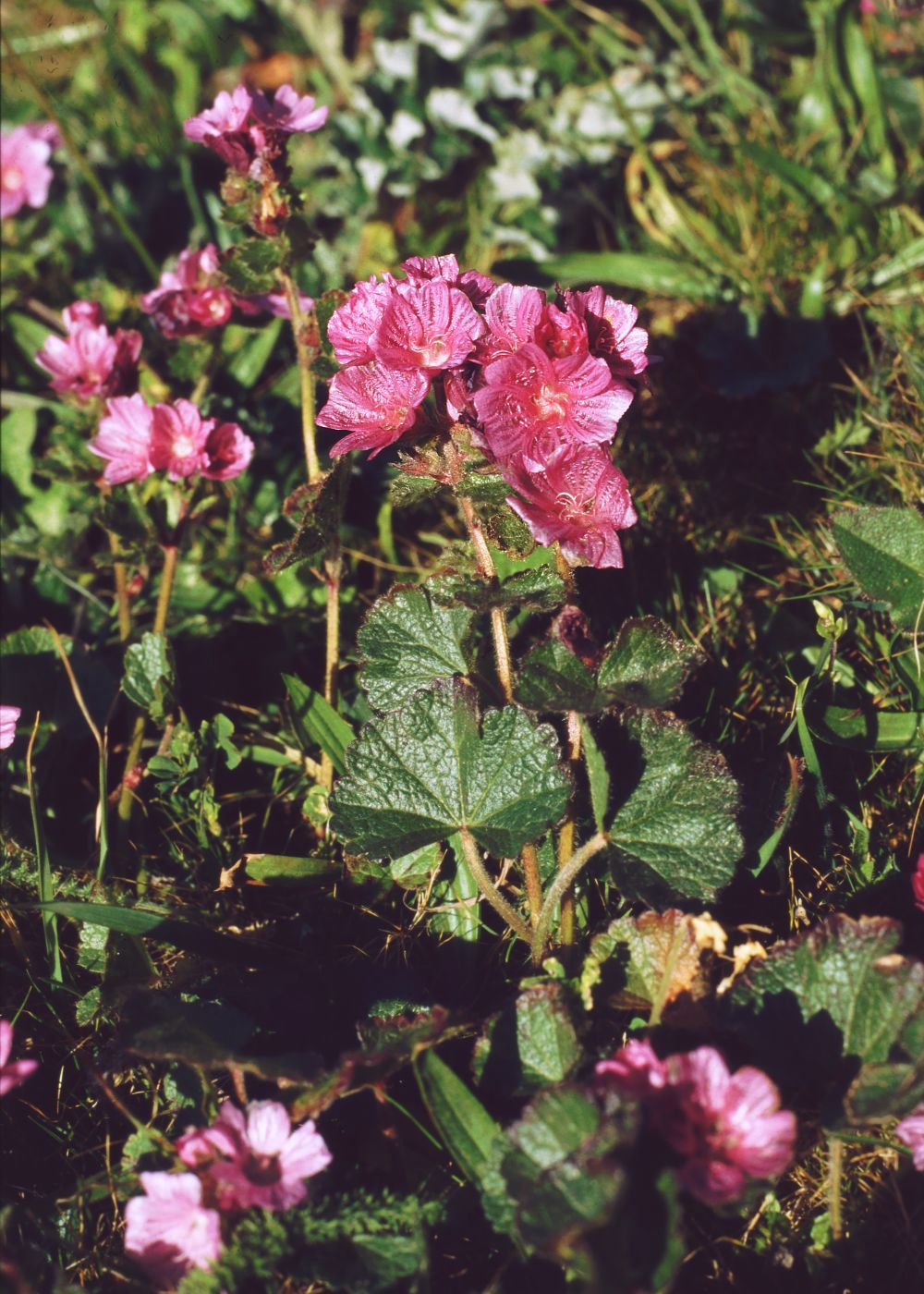
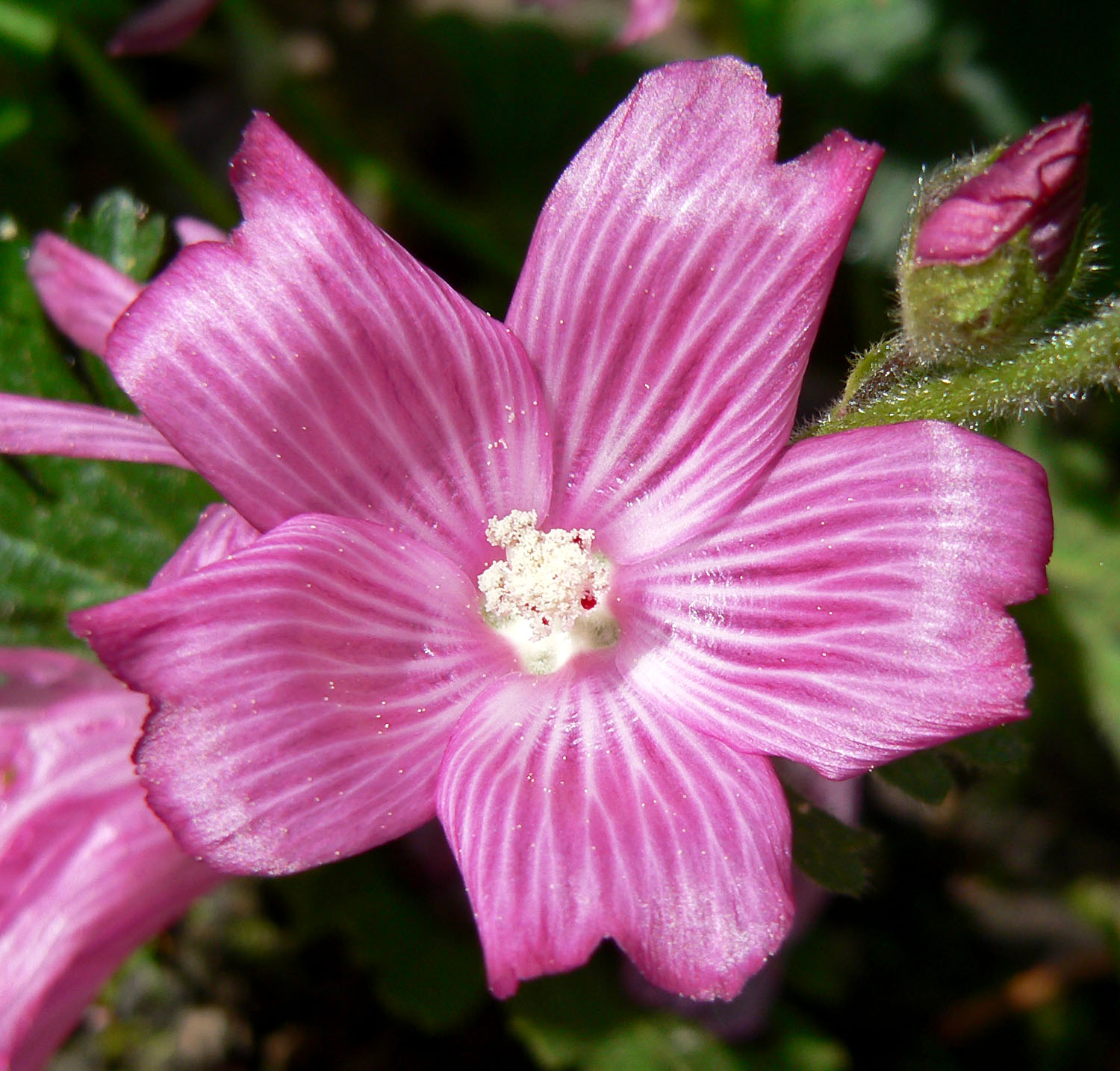
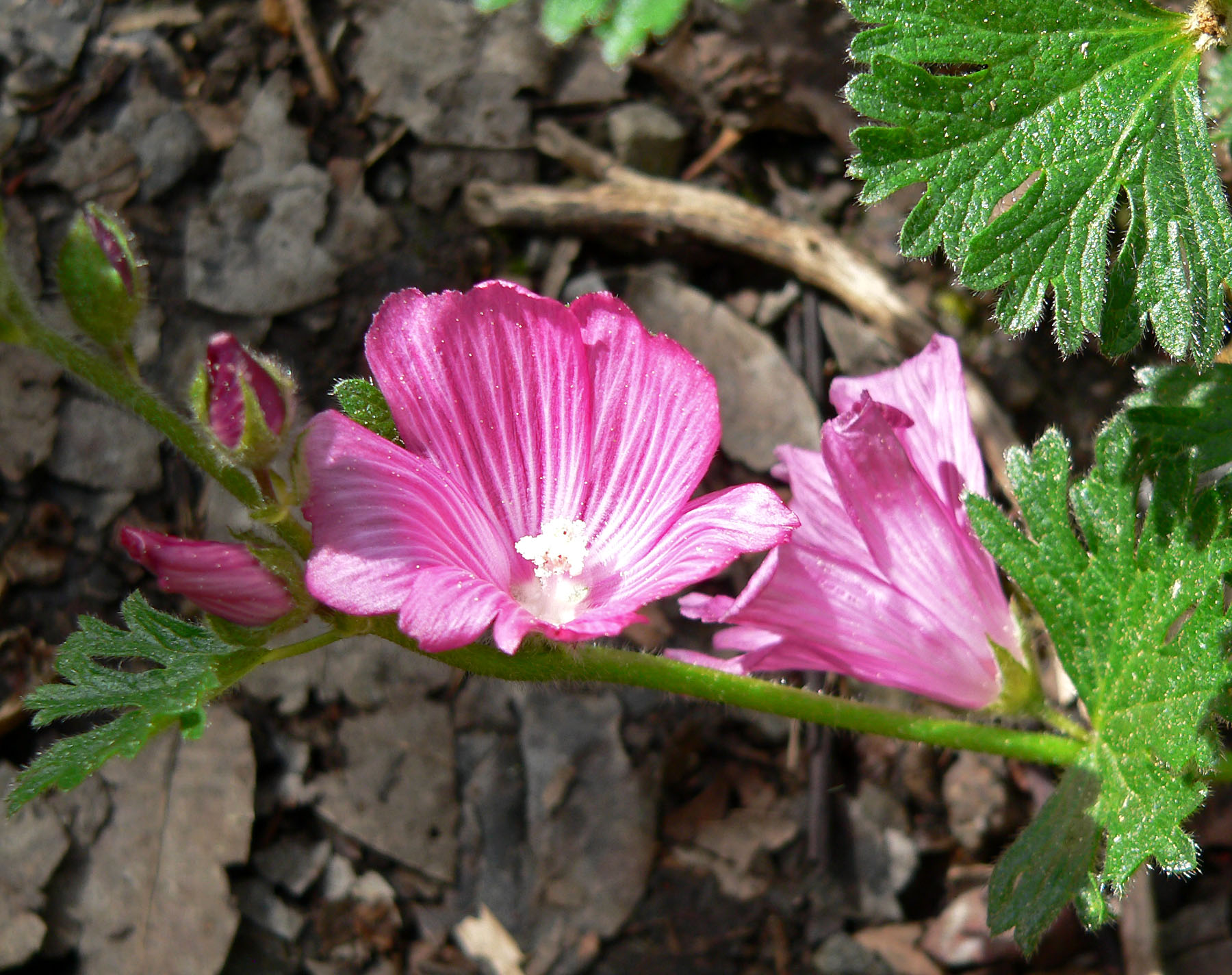
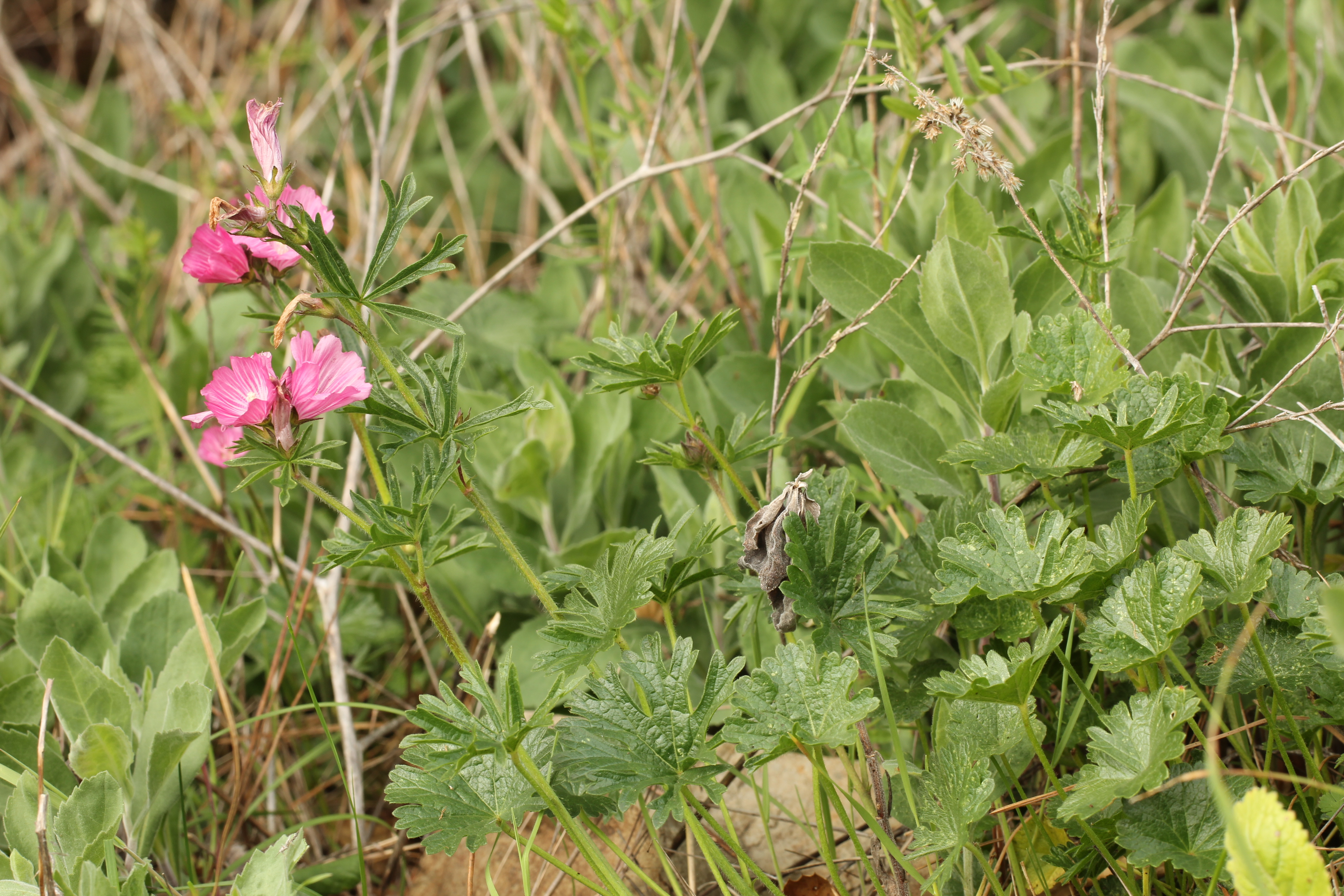
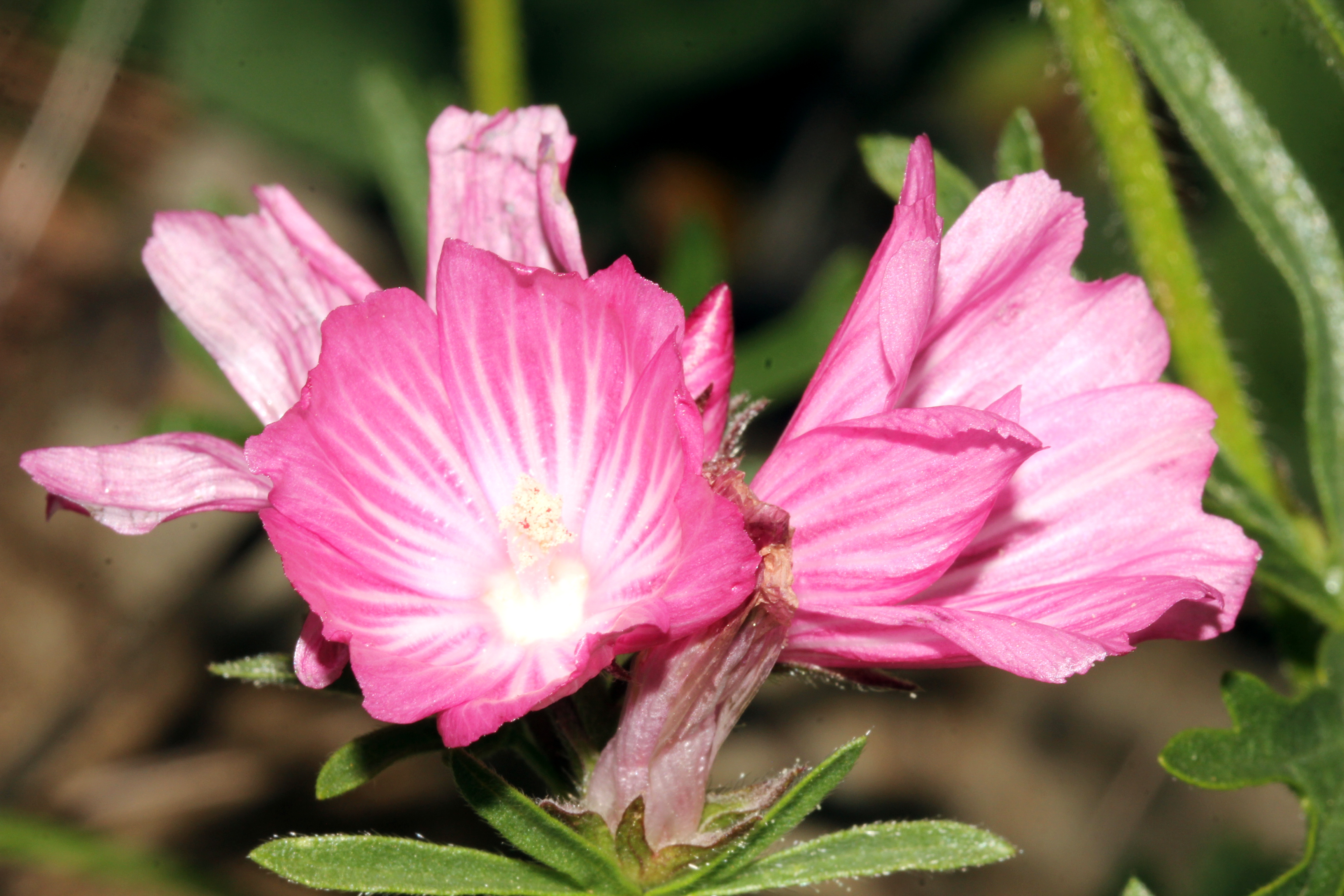